# Zwyczajne życie
Zwyczajne życie – powieść detektywistyczna Joanny Chmielewskiej wydana w 1974 roku, adresowana do młodzieży. Szósta powieść w dorobku autorki, otwiera cykl książek o dwóch bohaterkach – licealistkach. Przetłumaczona na język rosyjski (Жизнь как жизнь).

## Opis fabuły
Dwie główne bohaterki, Tereska i Okrętka, wskutek nieuwagi na lekcji wychowawczej, zobowiązują się do czynu społecznego – zdobycie od hodowców tysiąca sadzonek drzew. Podczas wypraw do podwarszawskich sadów i ogrodników, stają się świadkami wydarzeń o charakterze kryminalnym. Postanawiają na własną rękę wyjaśnić zagadkę.
Drugą częścią cyklu była wydana w 1976 powieść Większy kawałek świata, a trzecią i ostatnią dłuższe opowiadanie Duch, wydane pierwszy raz w 1983, a po kilku latach uzupełnione przez autorkę o dwie dalsze części i wydane łącznie w 1992 jako powieść Ślepe szczęście.